# Faro de San Isidro
El Faro Cabo San Isidro o Faro de San Isidro se encuentra ubicado en el extremo sur de la Península de Brunswick en la XII Región de Magallanes y de la Antártica Chilena en Chile, teniendo como fondo a la Cordillera Darwin y junto a un tupido bosque nativo. Fue inaugurado en 1904, su estructura alcanza los 7,8 metros de altura y tiene un alcance luminoso de 9 millas náuticas.

## Historia

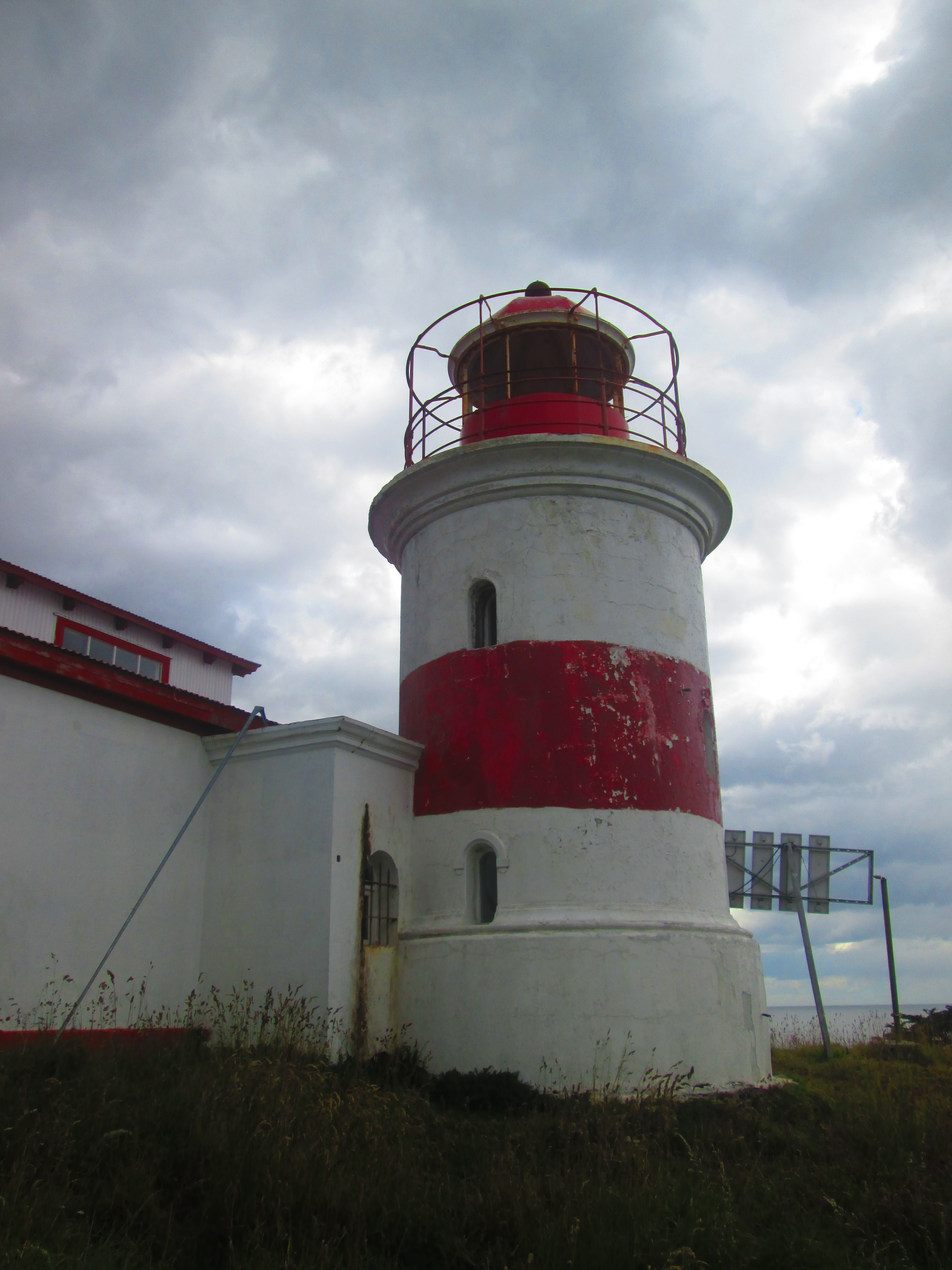
Faro San Isidro en 2017.

Este faro fue construido a instancia de un estudio realizado por George Slight, en ese entonces inspector general de Faros, y por un contratista chileno, Luis Camuzi. Se eligió este lugar ya que era el único que presentaba un sitio accesible para el emplazamiento en el Cabo Froward, sitio donde el Estrecho de Magallanes tuerce para que sus aguas choquen las costas de la ciudad de Punta Arenas. Este faro se construyó 10 millas al sur de un punto de gran importancia histórica, donde se establecieron las primeras avanzadas de conquistadores españoles durante el siglo XVI en el Estrecho de Magallanes, quienes en sus primeras incursiones no tuvieron favorables resultados. Los primeros colonos quienes se establecieron en dos pequeños poblados “Nombre de Jesús” y “Rey Don Felipe” fallecieron por inanición y frío. Este lugar de la costa se bautizó como “Puerto del Hambre”.

## Panorámica
Desde el Faro San Isidro se observa el Estrecho de Magallanes, además se puede observar una gran variedad de fauna y exuberante vegetación.

## Atractivos del lugar
La Cruz de Froward, el Fuerte Bulnes y San Juan.